# Circolo vizioso (racconto)
Circolo vizioso (Runaround), tradotto anche come Girotondo, è un racconto fantascientifico scritto da Isaac Asimov. Pubblicato per la prima volta nell'ottobre del 1942 sulla rivista Astounding Science Fiction, fa parte dell'antologia Io, Robot ed è stato inserito anche in altre raccolte di racconti di Asimov. È il primo lavoro di Asimov in cui vengono compiutamente enunciate le Tre leggi della robotica.

## Trama
Gregory Powell e Mike Donovan sono giunti su Mercurio da circa 12 ore e la loro missione è quella di accertarsi che sia possibile riattivare le miniere presenti sul pianeta, in disuso da molti anni, riparando i pannelli fotovoltaici che la raffreddano, e che si stanno per disattivare a causa di un guasto, recuperando un elemento chimico che si trova con facilità su Mercurio, il selenio.
Allo scopo hanno a disposizione un sofisticato e costoso robot, Speedy, che ha il compito di prelevare del selenio da una vicina pozza. Si verifica tuttavia un problema: Speedy inizia a girare attorno alla pozza senza effettuare alcuna operazione di prelevamento. I due scienziati si trovano così in seria difficoltà in quanto non potendo riparare i pannelli, restano loro pochi giorni di vita. Si trovano così costretti a uscire dalla stazione per cercare di recuperare Speedy.
Powell ricorda quindi che nei sotterranei della miniera ci sono alcuni vecchi robot risalenti alle precedenti missioni. Li accendono e chiedono loro di andare da Speedy a recuperarlo, ma i robot necessitano di essere cavalcati dagli umani per potersi spostare (a causa del fatto che vennero assemblati in un periodo di diffidenza degli umani verso i robot), così i due indossano delle tute che gli permettono di restare sotto al sole per circa 20 minuti e si incamminano verso la pozza di selenio.
Giungono così nei pressi della pozza, protetti dall'ombra di una montagna. Si avvicinano abbastanza per contattare via radio Speedy e scoprire così che è in una sorta di stato di "ebbrezza" e, mentre canta brani tratti da operette di Gilbert e Sullivan, crede che gli umani vogliano giocare con lui.
Analizzando la situazione Powell e Donovan scoprono che nel pozzo di selenio c'è dell'attività vulcanica, in particolare infiltrazioni di ossido di carbonio, dannoso per il robot. Dato che quando gli è stato impartito l'ordine non era stato specificato che c'era un pericolo di morte per gli umani, la terza legge e la seconda legge della robotica sono entrate in conflitto, dal momento che il robot cerca di salvaguardare la sua vita e di obbedire agli ordini degli umani. Quindi Speedy cerca di avvicinarsi al pozzo in base alla seconda legge ma si allontana in base alla terza legge e così gira attorno alla pozza.
Non potendo aumentare il potenziale della seconda legge, poiché Speedy non li ascolta, provano ad aumentare il potenziale della terza legge in modo che il robot si allontani dalla pozza. Così tornano indietro, prendono dell'acido ossalico, che aumenterà ancora il potenziale della terza legge, e lo fanno lanciare da uno dei robot obsoleti verso la pozza. Speedy incomincia a tornare verso i due umani ma poi ritorna di nuovo a girare intorno al pozzo perché ha raggiunto nuovamente la stessa situazione di stallo. Powell decide di tentare di sfruttare la prima legge. Così esce dall'ombra e si avvicina a Speedy; trascorsi i 20 minuti che Powell ha impiegato a raggiungere Speedy, l'umano si sente male per il caldo. Dopo alcuni momenti di esitazione il robot si accorge che l'umano sta male, esce dal suo stato di ebbrezza e lo soccorre riportandolo all'ombra.
Tornati alla base, i due ordinano al robot di recuperare il selenio con la massima urgenza, riparano i pannelli fotovoltaici e si salvano.